# D-DOG
D-DOG（ディードッグ）とは、株式会社マジカル販売・ジェネオンエンタテインメント（現：ジェネオン・ユニバーサル・エンターテイメントジャパン）発売の、自動車競技の一種であるドリフト走法を題材とした自動車愛好家向けのDVDシリーズである。

## 概要
本作品は「ドリフトバイブル」と銘打たれ、「これからドリフトをやってみよう」「ドリフトをもっと楽しみたい」という人への応援映像雑誌として、2005年3月11日発売のVol.1を皮切りに様々な企画を通して「ドリフトの楽しさ」を伝える伝道師的なビデオとなっている。
主演・監修を「元祖ドリキン」こと土屋圭市、司会・進行を「走るモータージャーナリスト」こと大井貴之が努め、アシスタント役としてD1グランプリトップドライバーである風間靖幸・今村陽一両選手が抜擢された。Vol.2になるとスーパーGTやWRC、さらにジムカーナからも続々とトップドライバーが集結して、一種のエンターテイメント性を帯びていた。

## 作品
- D-DOG（2005年3月11日発売）

片面一層ディスク・本編＋特典映像（計105分）
- D-DOG 2（2005年9月7日発売）

片面一層ディスク・本編＋特典映像（計110分）
- D-DOG 3（2006年3月8日発売）

片面一層ディスク・本編＋特典映像（計110分）
- D-DOG 4（2006年9月6日発売）

片面一層ディスク・本編＋特典映像（計110分）
- D-DOG 5（2007年2月14日発売）

片面一層ディスク・本編＋特典映像（計118分）
- D-DOG MAX（2007年6月27日発売）

片面一層ディスク・本編＋特典映像（計120分）

## 出演者
- 主演・監修

土屋圭市
- 司会・進行

大井貴之
- レギュラー出演

風間靖幸
今村陽一
- カバーガール

大石里紗（現：大石里沙）（Vol.1）
矢野涼子（Vol.2～5）
斉藤優（Vol.2、4）
小笠原美帆（Vol.3）
- ゲスト出演

伊藤大輔（Vol.2、4）
井出有治（Vol.2）
片岡龍也（Vol.2、3）
新田守男（Vol.2）
新井敏弘（Vol.3）
西原正樹（Vol.3）
飯田章（Vol.4）
影山正美（Vol.4）
松田次生（Vol.4）
青木孝行（Vol.4）
熊久保信重（Vol.5）
山野哲也（Vol.5）
山田英二（Vol.5）
竹内浩典（Vol.5）